# ポンタス・ティデマンド
ポンタス・ヨハン・ティデマンド（瑞:Pontus Johan Tidemand、1990年12月10日）はスウェーデン・ヴェルムランド県シャーロッテンベリ出身のラリードライバー。2017年WRC2チャンピオン、2015年アジアパシフィックラリー選手権（APRC）チャンピオン。

## 略歴

### 初期活動
2012年にWRCデビュー。ラリー・スウェーデンでシュコダ・ファビアS2000を駆り、総合18位となりSWRC（スーパー2000世界ラリー選手権)ではクラス3位表彰台を獲得。並行してWRCアカデミー（JWRC）にも参戦し3度表彰台を獲得しランキング3位となった。
2013年もスウェーデンのみ出場。マシンはフォード・フィエスタ RS WRCに乗り換えて総合4位につけたが、SS9でエンジントラブルがあったため、リタイアとなった。その一方でJWRCでは3勝をあげて、ドライバーズチャンピオンを決めた。
翌年Mスポーツのサポートを受けフォード・フィエスタ RS WRCでスウェーデン、フォード・フィエスタ R5でポルトガル、ドイツ、フランスにWRC2で参戦した。スウェーデンでは序盤タイムを縮めることは出来なかったが、WRカーを走りこなす内に熟練が進み、安定した速さで総合8位につけた。ドイツでは最終日を前に首位から1分半遅れの4位につけ優勝は難しく思えたが、最終日の4ステージ全てでトップタイムをマークしオット・タナクを1.8秒差で逆転しWRC2初勝利を飾った。2015年のスウェーデンではフォード・フィエスタ RRCをドライブしオープニングのスーパーSSでWRカーを上回る初のトップタイムをマークし周囲を驚かせた。ポルトガルからはシュコダのワークスドライバーとしてシュコダ・ファビアR5で出場、WRC2ではスペインで勝利した以外は良い結果は出せずチームメイトであったエサペッカ・ラッピに勝利を譲る面々があった。そのこともあって年間ランキングは彼に次ぐ4位となった。APRCではニューカレドニア戦以外の大会で勝利を収めチャンピオンを獲得した。
2016年も引き続きWRC2に参戦するが昨年同様に1勝のみにとどまりランキング5位。しかし2017年は出場した7戦中5勝を挙げ圧倒的な成績でWRC2チャンピオンを獲得した。翌年も引き続き参戦し3勝するもトルコでのリタイアが響きチームメイトヤン・コペッキーとのチャンピオン争いに敗れた。

### 念願のWRカー本格参戦
2019年は4年間在籍したシュコダを離れ、更に7年間所属したイーブンマネジメントから独立しMスポーツと契約。最新型のフォード・フィエスタWRCを駆りモンテカルロ、スウェーデン、トルコ、イギリスの4戦に出場。この年から導入された固定ナンバー制度により「7」を選択した。開幕戦モンテカルロでは序盤10位につけるが、SS6でのサスペンション破損、SS9のパンクにより20位に終わる。スウェーデンではSS5で4番手タイムをマークする速さを見せ、最終的に8位に入った。トルコではオープニングとなったスーパーSSで3番手タイムをマークし以降は慎重な走りに適し9位につけた。イギリスでは序盤出遅れるが、その後調子を取り戻し最終的にはこの年最高の総合7位に入った。年間ランキングは初年度ながら13位となった。
2020年はWRC2にステップダウンしシュコダのファクトリーサポートを受けるTokスポーツWRTからファビア R5 evoで参戦。第3戦メキシコではクラス優勝と同時に総合でも自己最高位の6位に入った。その後のエストニアは3位、トルコ、サルディニアで優勝し選手権のライバルマッズ・オストベルグに18ポイントリードし最終戦モンツァを迎えた。初日首位に立つが、第2レグで遅れを取り最終日は挽回するも2位に終わった。この年有効最大ポイントが5戦だったためオストベルグは5戦出場で全てポイントを獲得しチャンピオンとなったが、ティデマンドは6戦出場だったこともあり15ポイントが引かれ4ポイント差で2度目のチャンピオンを逃した。
2021年からは世界選手権には参加せず、母国のラリーを中心に活動中である。

## 人物
- ティデマンドの家族はラリー一家であり、義父はヘニング・ソルベルグ、義弟はオスカー・ソルベルグである。
- ラリードライバーとしてのイメージが強いが、他方で活動していることが多い。